# 木下桃香
木下 桃香（きのした ももか、2003年3月2日 - ）は、北海道出身の女子サッカー選手。アメリカ・USL WリーグのFCオリンピア所属。ポジションはミッドフィールダー。

## 経歴
サッカーはさいたま市立上落合小学校在学時に始め、与野上落合サッカー少年団、大宮日進サッカー少年団レディースでプレー。

### ユース
中学校進学と共に日テレ・ベレーザの下部組織であるメニーナのセレクションを受けて合格。また2016年3月に日本サッカー協会が実施した『JFAエリートプログラム 女子U-14トレーニングキャンプ』に召集されている。
2019年2月、トレーニングマッチで負傷し、右膝前十字靭帯損傷（全治8ヶ月）と診断された。

### シニア
メニーナ在籍時からトップチームであるベレーザの試合に出場していたが、2021年シーズンより正式にトップチームに昇格し、ベレーザのメンバーとなる。同時に慶応義塾大学環境情報学部に入学。
2023-24シーズンからは高倉麻子、野田朱美、澤穂希らが背負ってきた伝統の背番号10を任されている。
2025年1月29日、シーズン中の同月末で現役を引退することをクラブを通じて発表し、「人生を考えたとき、プロサッカー選手としてプレーすることが必ずしも一番ではない自分に気がついた」とコメントした。
同年5月にアメリカのアマチュア女子サッカーリーグであるUSL Wリーグに所属するFCオリンピアに加入した。

### 代表
2017年、中学校3年生の時にU-16日本女子代表に飛び級召集され、AFC U-16女子選手権タイ2017に出場し、3位の成績を収めた。翌2018年のFIFA U-17女子ワールドカップ ウルグアイ 2018に出場するU-17サッカー日本女子代表に選出され、1勝1分で迎えたグループリーグ最終戦のメキシコ戦で決勝トーナメント進出につながる得点を挙げた。
2021年4月にサッカー日本女子代表（なでしこジャパン）に飛び級の形で召集され、4月8日の対パラグアイ戦（仙台スタジアム）の後半40分から途中出場し、籾木結花の得点をアシストするなどの働きを見せ、6月13日の対メキシコ戦(カンセキスタジアムとちぎ)では代表3試合目にして初ゴールを決めた。
同年7月、2020年東京オリンピックに参加するなでしこジャパンのバックアップメンバーとして登録されていたが、メンバー枠の増加に伴い正式メンバーへ昇格し、グループリーグ第3戦のチリ戦で後半21分から交代出場をし、澤穂希の17歳につぐ日本女子代表2番目の五輪出場年少記録（18歳）での五輪デビューとなった。

## 人物
サッカー漫画『赤き血のイレブン』のモデルとして有名なさいたま市立浦和南高等学校出身。高校卒業後に東京オリンピックに出場した際には横断幕が制作され、母校に掲示された。

## 所属クラブ
ユース
- 与野上落合サッカー少年団
- 大宮日進SSレディース
- 日テレ・東京ヴェルディメニーナ

シニア
- 2021年 - 2025年 日テレ・東京ヴェルディベレーザ
- 2025年 - 現在 FCオリンピア（英語版）

## 個人成績

### クラブ
| クラブ               | シーズン | リーグ      | 背番号 | リーグ戦 | リーグ戦 | カップ戦 | カップ戦 | リーグ杯 | リーグ杯 | AFC  | AFC  | 合計 | 合計 |
| クラブ               | シーズン | リーグ      | 背番号 | 出場     | 得点     | 出場     | 得点     | 出場     | 得点     | 出場 | 得点 | 出場 | 得点 |
| -------------------- | -------- | ----------- | ------ | -------- | -------- | -------- | -------- | -------- | -------- | ---- | ---- | ---- | ---- |
| 日テレ・メニーナ     | 2015     | —           | 25     | —        | —        | 2        | 0        | —        | —        | —    | —    | 2    | 0    |
| 日テレ・メニーナ     | 2016     | —           | 8      | —        | —        | 1        | 0        | —        | —        | —    | —    | 1    | 0    |
| 日テレ・メニーナ     | 2017     | —           | 8      | —        | —        | 1        | 0        | —        | —        | —    | —    | 1    | 0    |
| 日テレ・メニーナ     | 2018     | —           | 8      | —        | —        | 1        | 0        | —        | —        | —    | —    | 1    | 0    |
| 日テレ・メニーナ     | 通算     | 通算        | 通算   | 0        | 0        | 5        | 0        | 0        | 0        | 0    | 0    | 5    | 0    |
| 日テレ・ベレーザ     | 2016     | なでしこ1部 | 24     | 0        | 0        | -        | -        | 1        | 0        | —    | —    | 1    | 0    |
| 日テレ・ベレーザ     | 2017     | なでしこ1部 | 27     | 0        | 0        | -        | -        | 3        | 0        | —    | —    | 3    | 0    |
| 日テレ・ベレーザ     | 2018     | なでしこ1部 | 29     | 0        | 0        | -        | -        | 4        | 0        | —    | —    | 4    | 0    |
| 日テレ・ベレーザ     | 2019     | なでしこ1部 | 24     | 0        | 0        | 0        | 0        | 0        | 0        | -    | -    | 0    | 0    |
| 日テレ・東京ベレーザ | 2020     | なでしこ1部 | 24     | 18       | 2        | 5        | 1        | —        | —        | —    | —    | 23   | 3    |
| 日テレ・東京ベレーザ | 2021-22  | WE          | 20     | 20       | 2        | 2        | 0        | —        | —        | —    | —    | 22   | 2    |
| 日テレ・東京ベレーザ | 2022-23  | WE          | 20     | 20       | 2        | 4        | 0        | 3        | 0        | —    | —    | 27   | 2    |
| 日テレ・東京ベレーザ | 2023-24  | WE          | 10     | 22       | 4        | 2        | 0        | 5        | 0        | -    | -    | 29   | 4    |
| 日テレ・東京ベレーザ | 2024-25  | WE          | 10     | 9        | 1        | 3        | 0        | 5        | 1        | -    | -    | 17   | 2    |
| 日テレ・東京ベレーザ | 通算     | 通算        | 通算   | 89       | 11       | 16       | 1        | 21       | 1        | 0    | 0    | 126  | 13   |
| 通算                 | 日本     | 日本        | 1部    | 89       | 11       | 16       | 1        | 21       | 1        | 0    | 0    | 126  | 13   |
| 通算                 | 日本     | 日本        | その他 | 0        | 0        | 5        | 0        | 0        | 0        | 0    | 0    | 5    | 0    |
| 総通算               | 総通算   | 総通算      | 総通算 | 89       | 11       | 21       | 1        | 21       | 1        | 0    | 0    | 131  | 13   |

1. 1 2 3 4 5  2種登録選手

- 日本女子サッカーリーグ
  - 初出場 - 2020年7月19日 なでしこリーグ1部 第1節 ノジマステラ神奈川相模原戦 (味の素フィールド西が丘)[19]
  - 初得点 - 2020年8月15日 なでしこリーグ1部 第5節 セレッソ大阪堺レディース戦 (ヤンマースタジアム長居)[19]

- WEリーグ
  - 初出場 - 2021年9月12日 第1節 三菱重工浦和レッズレディース戦 (味の素フィールド西が丘)[20]
  - 初得点 - 2021年10月12日 第4節 ジェフユナイテッド市原・千葉レディース戦 (フクダ電子アリーナ)[20]

### 代表
- 2021年4月8日 - 日本女子代表初出場 -  パラグアイ戦 (国際親善試合)
- 2021年6月13日 - 日本女子代表初得点 -  メキシコ戦 (国際親善試合)

#### 主な出場大会
- U-16日本女子代表
  - 2017年 - CFA International Women
  - 2017年 - AFC U-16女子選手権2017
- U-17日本女子代表
  - 2018年 - 2018 FIFA U-17女子ワールドカップ
- なでしこジャパン（日本女子代表）
  - 2021年 - 2020年東京オリンピック

#### 試合数
| 日本代表 | 国際Aマッチ | 国際Aマッチ |
| 年       | 出場        | 得点        |
| -------- | ----------- | ----------- |
| 2021     | 4           | 1           |
| 通算     | 4           | 1           |

#### 出場試合
| 出場試合一覧 | 出場試合一覧  | 出場試合一覧 | 出場試合一覧             | 出場試合一覧 | 出場試合一覧 | 出場試合一覧 | 出場試合一覧           | 出場試合一覧 |
| #            | 開催日        | 開催都市     | スタジアム               | 対戦国       | 結果         | 監督         | 大会                   | 出典         |
| ------------ | ------------- | ------------ | ------------------------ | ------------ | ------------ | ------------ | ---------------------- | ------------ |
| 1.           | 2021年4月8日  | 仙台         | ユアテックスタジアム仙台 | パラグアイ   | ○ 7-0        | 高倉麻子     | 国際親善試合           | [ 21 ]       |
| 2.           | 2021年4月11日 | 東京         | 国立競技場               | パナマ       | ○ 7-0        | 高倉麻子     | 国際親善試合           | [ 22 ]       |
| 3.           | 2021年6月13日 | 宇都宮       | カンセキスタジアムとちぎ | メキシコ     | ○ 5-1        | 高倉麻子     | MS&ADカップ2021        | [ 23 ]       |
| 4.           | 2021年7月27日 | 利府         | 宮城スタジアム           | チリ         | ○ 1-0        | 高倉麻子     | 2020年東京オリンピック | [ 24 ]       |

#### ゴール
| ゴール一覧 | ゴール一覧    | ゴール一覧 | ゴール一覧               | ゴール一覧 | ゴール一覧 | ゴール一覧 | ゴール一覧       | ゴール一覧 |
| #          | 開催日        | 開催都市   | スタジアム               | 対戦国     | 結果       | 監督       | 大会             | 出典       |
| ---------- | ------------- | ---------- | ------------------------ | ---------- | ---------- | ---------- | ---------------- | ---------- |
| 1.         | 2021年6月13日 | 宇都宮     | カンセキスタジアムとちぎ | メキシコ   | ○ 5-1      | 高倉麻子   | MS＆ADカップ2021 | [ 25 ]     |

## タイトル

### クラブ
- 日テレ・ベレーザ / 日テレ・東京ヴェルディベレーザ
  - なでしこリーグ1部: 4回 (2016、2017、2018、2019)
  - なでしこリーグカップ1部: 3回 (2016、2018、2019)
  - 皇后杯 JFA 全日本女子サッカー選手権大会: 3回 (2019、2020、2022)

### 個人
- WEリーグ
  - ベストイレブン: 2回 (2022-23、2023-24)
  - 優秀選手賞: 2回 (2022-23、2023-24)